# مقتل ماريا لادنبورغر
ماريا لادنبورغر (بالألمانية: Maria Ladenburger) هي فتاة ألمانية من مدينة فرايبور ولدت في يوم 6 ديسمبر 1996، لإبنة سياسي محلي ألماني. كانت ماريا في التاسعة عشر تدرس الطب. في يوم 16 أكتوبر 2016 أكتشفت جثتها على نهر دريسام وقد كانت قد ماتت غرقاً هناك بعد أن تم اغتصابها. في يوم 3 ديسمبر 2016 تعرفت الشرطة على المتهم الأفغاني حسين خفاري، وقد لاحقته الشرطة عن طريق خصلات من شعرها وقعت في قطار ركبه، تم تأكيد كونه المجني عليه بعد تحليل الدي إن أي. حسين خفاري كان دخل إلى ألمانيا كطالب لجوء في نوفمبر 2015، وقد إكتشفت الشرطة لاحقاً بهروبه من السجن في اليونان بعد أن أتهم بمحاولة سرقة وقتل فتاة. هذا ما أدى لاحقاً إلى التساؤل عن إخفاقات النظام الأوروبي في تسجيل المعلومات عن المهاجرين واللاجئين.

## الجريمة
ماريا لادنبورغر كانت طالبة طب في جامعة فرايبورغ. في ليلة 15-16 أكتوبر 2016 حضرت إلى حفلة بين زملائها في الجامعة. بعد نهاية الحفل غادرت في الساعة الثانية والنصف ليلاً إلى بيتها وهي تركب دراجتها، وهناك رأها المجني عليه حسين خفاري فأمسك بها واغتصبها قرب ملعب شفارزفالد ستاديون وثم أغرقها في نهر دريزام في حوالي الساعة الثالثة ليلاً.

## التحقيق
إشترك في التحقيقات حوالي 68 عنصر من الشرطة وتم إستجواب حوالي 1400 شخص. تم التعرف على خفاري بعد اكتشاف خصلة شعر وقعت منه في إحدى القطارات ألتي ركبها. كما أن الوشاح الأسود ألذي خنق به الضحية أكتشف أن الدي إن أي يعود لخفاري. إعتقل من قبل الشرطة في يوم 3 ديسمبر. وعلى الرغم من القبض عليه إلا أن خفاري رفض الإدلاء بكيفية مقتله لماريا لادربورغر.

## المحاكمة
بدأت محاكمة خفاري في سبتمبر 2017، لم يحاكم خفاري فقط على مقتل واغتصاب ماريا لادربورغر بل حوكم أيضاً على كذبه بشأن عمره، حيث أكتشف أنه أكبر مما إدعاه أثناء طلبه اللجوء، حيث أكتشف أنه عمره 25 سنة، بينما ذكر أثناء دخوله أن عمره 16 سنة فقط. تم أخذ صور للمجني عليه في القطار وهو كان يتحرش بالنساء قبل قتله واغتصابه لماريا لادنبورغر. في مارس 2018 تم الحكم على خفاري بالسجن مدى الحياة.